# Let's Work
Let's Work è un singolo del cantante statunitense Prince, pubblicato nel 1982 come sesto estratto dal quarto album in studio dell'artista Controversy.

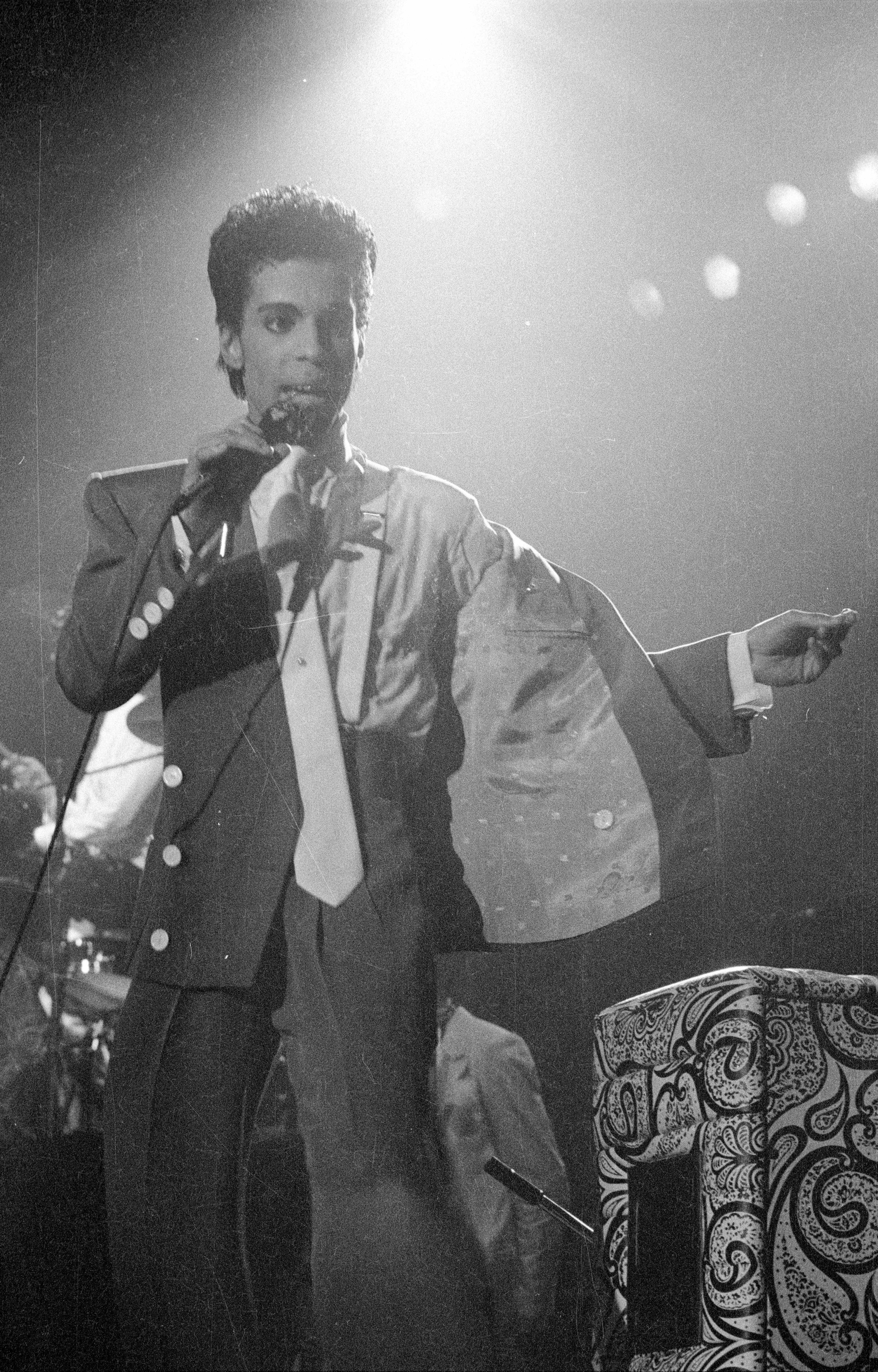
Prince mentre esegue Let's Work nel 1986, a Bruxelles

## Descrizione
Musicalmente parlando, Let's Work è costruita su una linea di basso di genere funk e presenta un titolo urlato dal cantante e il coro per tutta la canzone; il brano possiede inoltre, nel ritornello, delle tastiere che creano un'atmosfera groove sexy nelle strofe e rapidi assoli per i ritornelli. Il testo infatti è volutamente una provocazione, poiché l'invito a "lavorare" ("Let's Work") che contiene allude al fare sesso.
Per quanto riguarda il testo e il titolo, la canzone trae origine da un ballo chiamato "the Rock", che gli adolescenti di Minneapolis, tra cui vi era lo stesso Prince, ballavano anni '70. Proprio come tributo a questo ricordo di giovinezza, Prince compose Let's Rock, e volle pubblicarla rapidamente come singolo già nel 1975. Tuttavia la sua etichetta, la Warner Bros., rifiutò, e con delusione Prince decise allora di non includere la canzone in Controversy, pensando che oramai essa non fosse più attuale, essendo basata su un fenomeno della decade passata, con musiche disco. Tuttavia, l'artista e l'etichetta riuscirono ad aggiornare la canzone con nuovi testi e nuove musiche e ad adattarla al periodo: così uscì la versione definitiva di Let's Work, uno dei brani dance di maggiore successo di Prince, nonché dell'intero decennio degli anni '80.

## Accoglienza

### Critica
Il critico musicale tra i più importanti giornalisti della Rolling Stone Stephen Holden definì Let's Work "una canzone dance vivace e piacevolmente assordante".
Anche il sito web Pitchfork ha apprezzato la canzone e l'ha descritta come "una deliziosa traccia dance, sinuosa e che stimola la festa".

## Tracce
- 7"

1. Let's Work
2. Ronnie, Talk to Russia

## Classifiche
| Classifiche (1982)                            | Posizione massima |
| --------------------------------------------- | ----------------- |
| Stati Uniti (Billboard Hot 100)               | 4                 |
| Stati Uniti (Billboard Hot R&B/Hip-Hop Songs) | 9                 |
| Stati Uniti (Billboard Dance Club Songs)      | 1                 |